# ایگور یوگنیویچ تام
ایگور یِوْگِنیویچ تام (به روسی: Игорь Евгеньевич Тамм) (زاده ۸ ژوئیه ۱۸۹۵ - درگذشته ۱۲ آوریل ۱۹۷۱) فیزیک‌دان و ریاضی‌دان روسی است. او در سال ۱۹۵۸ به همراه پاول چرنکوف و لیا فرانک به خاطر کشف و تعبیر اثر چِرِنکوف یا تابشِ چِرِنکوف موفق به دریافت جایزه نوبل فیزیک شد.
ایگور تام در شهر ولادی‌وستوک در خانواده‌ای روسی آلمانی زاده شد و در سال ۱۹۱۳–۱۹۱۴ وارد دانشگاه ادینبورگ شد.